# Birgit Op de Laak
 Birgitta Maria Theresia Jacoba (Birgit) Op de Laak (Horst, 8 december 1961) is een Nederlands politica en bestuurster. Ze is lid van de PvdA. Sinds 19 augustus 2019 is zij burgemeester van Nederweert.

## Biografie

### Maatschappelijke en politieke carrière
Op de Laak was vanaf 2010 wethouder van Horst aan de Maas. Voor haar wethouderschap was zij namens de PvdA negen jaar gemeenteraadslid en fractievoorzitter in de gemeenteraad van Horst aan de Maas en werkte zij negen jaar in het sociaal-cultureel werk bij stichting Synthese in Venray. Daarvoor had zij een hbo-opleiding jeugdwelzijnswerk gedaan in Maastricht en een propedeuse jongerenstudies aan de Universiteit Leiden en woonde en werkte zij acht jaar lang in Rotterdam in het sociaal-cultureel werk. Op 14 juni 2019 nam zij afscheid als wethouder van Horst aan de Maas wegens haar benoeming tot burgemeester van Nederweert.

### Burgemeester van Nederweert
Op 15 april werd Op de Laak door de gemeenteraad van Nederweert voorgedragen als nieuwe burgemeester. Zij werd benoemd op 24 mei 2019 en de benoeming ging in op 19 augustus 2019. Op maandag 19 augustus 2019 werd zij geïnstalleerd en beëdigd als burgemeester van Nederweert door de commissaris van de Koning van Limburg Theo Bovens. Als burgemeester van Nederweert heeft zij wettelijke taken op het gebied van openbare orde, veiligheid en ondermijning, kabinet en representatie, handhaving, bedrijfsvoering, personeel en organisatie, dienstverlening en communicatie, (Eu)regionale samenwerking, en de projecten OLS en Ontheemden in haar portefeuille. Naast haar nevenfuncties ambtshalve is Op de Laak ook voorzitter van de Vereniging Kleine Kernen Limburg (VKKL) en het Jeugdfonds sport en cultuur Limburg.

### Persoonlijk
Op de Laak is getrouwd en heeft 2 volwassen dochters.